# Ương-quật-ma-la
Ương-quật-ma-la (tiếng Trung: 央掘魔羅, tiếng Pali: Aṅgulimāla, nghĩa đen: “dây chuyền ngón tay”, hay còn được biết là Vô Não hay Trưởng lão Chỉ Man) là một nhân vật quan trọng trong Phật giáo, đặc biệt là trong truyền thống Phật giáo Nguyên thủy (Theravada). Ban đầu ông được miêu tả là một tên cướp tàn nhẫn nhưng đã hoàn toàn cải hóa sau khi quy y Phật, ông được xem như ví dụ điển hình nhất về năng lực cứu độ của giáo pháp Phật Thích-ca Mâu-ni và tài thuyết pháp của ông. Ương-quật-ma-la còn được các Phật tử coi là “vị thánh” bảo trợ cho phụ nữ sinh nở, và được gắn liền với tín ngưỡng về sự sinh sản ở Nam Á và Đông Nam Á.

Sư Phật Âm (biện gia Phật giáo từ thế kỷ 5 sau Công nguyên; người đứng bên phải).

Câu chuyện về Ương-quật-ma-la được ghi lại trong nhiều nguồn kinh điển bằng tiếng Pali, tiếng Phạn, tiếng Tây Tạng và tiếng Trung Quốc. Ương-quật-ma-la sinh ra có tên là Vô Hại (tiếng Pali: Ahiṃsaka). Ông lớn lên là một thanh niên có tiếng thông minh ở thành Xá-vệ (tiếng Pali: Sāvatthī), ông sau đó tu học và ông trở thành học trò được sư phụ yêu mến nhất. Tuy nhiên, vì ghen ghét, các bạn đồng môn đã lập mưu hãm hại để sư phụ nghi ngờ ông.
Nhằm loại trừ Ương-quật-ma-la, người sư phụ bèn giao cho ông một nhiệm vụ: phải dâng lên thầy món quà tốt nghiệp truyền thống là một nghìn ngón tay của một nghìn người khác nhau để hoàn tất việc học. Quyết tâm hoàn thành nhiệm vụ, Ương-quật-ma-la trở thành một tên cướp tàn bạo, giết hại nhiều người và dân chúng sợ hãi và trốn tránh. Cuối cùng, sự tàn ác của ông buộc vua Ba-tư-nặc (tiếng Pali: Pasenadi) phải phái quân lính đi truy bắt kẻ sát nhân. Trong khi đó, mẹ của Ương-quật-ma-la tìm cách can thiệp, suýt nữa bị chính con trai giết hại.
Tuy nhiên, Phật Thích-ca đã kịp thời ngăn chặn việc này và dùng thần thông cùng giáo pháp để đưa Ương-quật-ma-la trở lại chính đạo. Ương-quật-ma-la sau đó quy y làm đệ tử Đức Phật, và trước sự ngạc nhiên của nhà vua cùng mọi người, ông xuất gia trở thành tỳ-kheo dưới sự dẫn dắt của Phật Thích-ca. Dân làng vẫn còn căm phẫn Ương-quật-ma-la, nhưng thái độ ấy phần nào dịu bớt khi ông dùng “hành động chân thật” (tiếng Pali: Sacca-kiriyā) để giúp một sản phụ sinh con an toàn. Sau khi Ương-quật-ma-la qua đời, Phật Thích-ca nói rằng ông đã thành tựu quả vị A-la-hán và đạt được Niết Bàn.

Ý kiến cho rằng Ương-quật-ma-la là thành viên của một giáo phái bạo lực đã được nhà hành hương Trung Quốc Huyền Trang (602-64 CN) nêu ra.

Một số học giả đã đưa ra giả thuyết rằng Ương-quật-ma-la có thể từng thuộc một giáo phái bạo lực trước khi quy y. Nhà Ấn Độ học Richard Gombrich gợi ý rằng ông có thể đã là tín đồ của một thể Thành tựu Pháp (tantra) giai đoạn sơ khai, nhưng nhận định này đã bị nhiều học giả khác phản bác. Nhiều Phật tử xem Ương-quật-ma-la như một biểu tượng của sự chuyển hóa tâm linh, và câu chuyện của ông là bài học rằng ai cũng có thể thay đổi cuộc đời theo hướng tốt đẹp hơn, ngay cả những trường hợp tưởng như không thể cứu vãn. Điều này đã truyền cảm hứng để tổ chức Tuyên úy Phật giáo trong trại giam chính thức tại Vương quốc Anh lấy tên “Angulimala” cho tổ chức của mình. Hơn nữa, câu chuyện Ương-quật-ma-la thường được nhắc đến trong các thảo luận học thuật về công lý và cải tạo, và được nhà thần học John Thompson xem là một ví dụ điển hình về cách đối diện với chấn thương đạo đức và đạo lý của sự quan tâm chăm sóc. Ương-quật-ma-la đã trở thành đề tài cho phim ảnh và văn học; một bộ phim Thái Lan cùng tên đã chọn cách thể hiện ông dựa theo những nguồn tài liệu sớm nhất, và cuốn sách The Buddha and the Terrorist (Đức Phật và Tên Khủng bố) của Satish Kumar đã phóng tác câu chuyện của ông như một thông điệp phi bạo lực đáp lại “Cuộc chiến Chống Khủng bố Toàn cầu”.

### Tiền kiếp

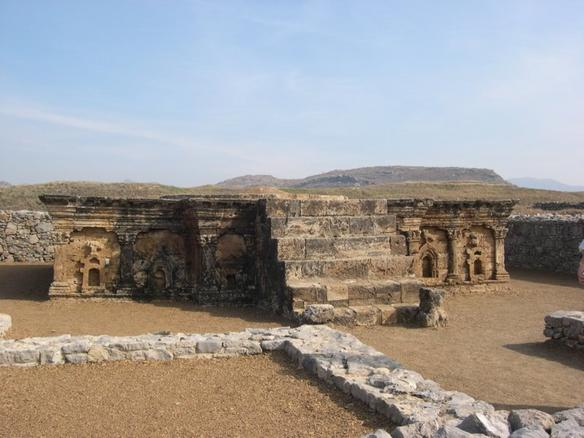
Phế tích Taxila, ngày ngày nay thuộc Pakistan.

### Sống đời kẻ cướp

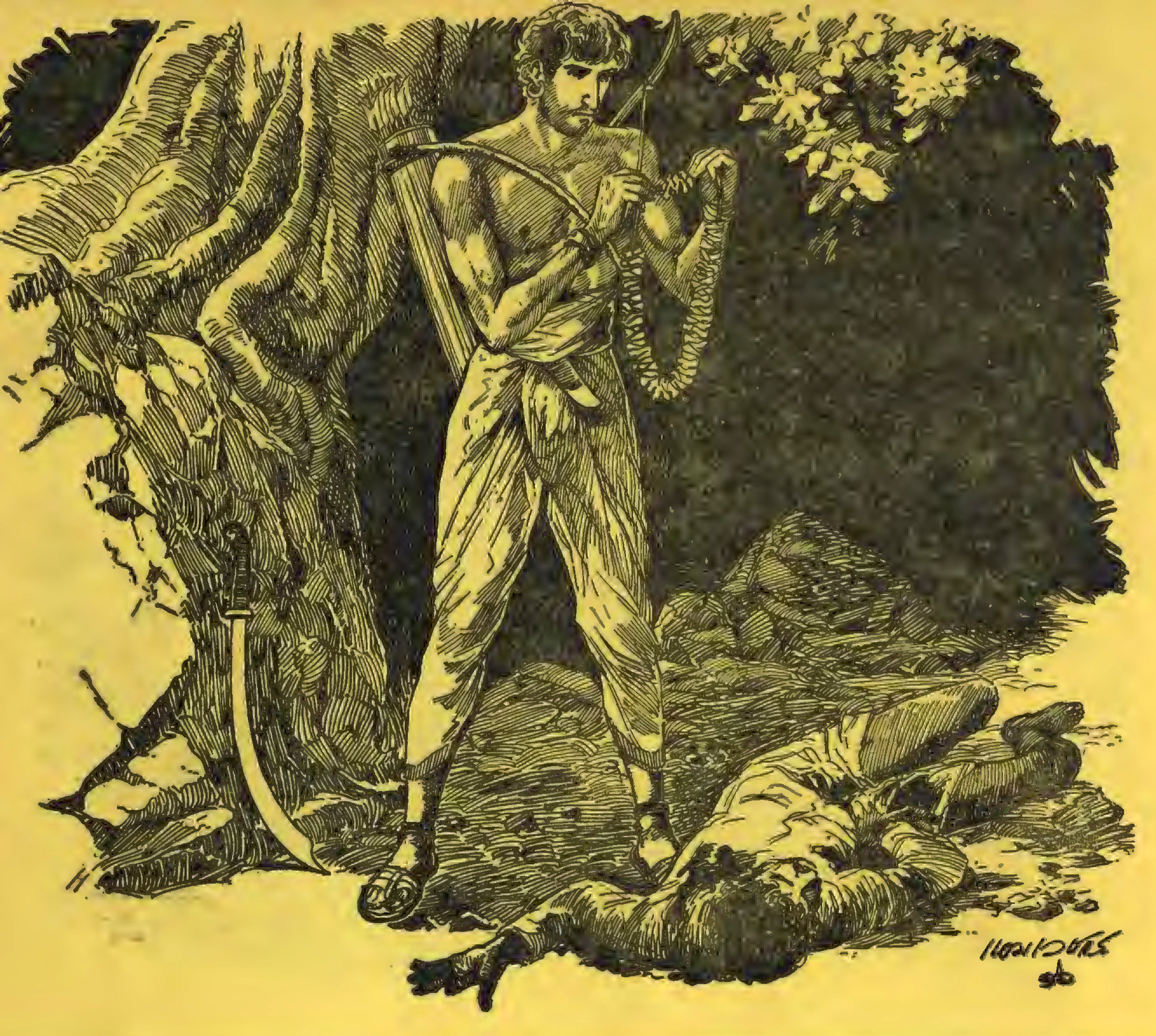
Vô Hại trở thành một tên cướp đường tên Ương-quật-ma-la, minh họa bởi Hem Vejakorn.

### Gặp gỡ Phật Thích-ca

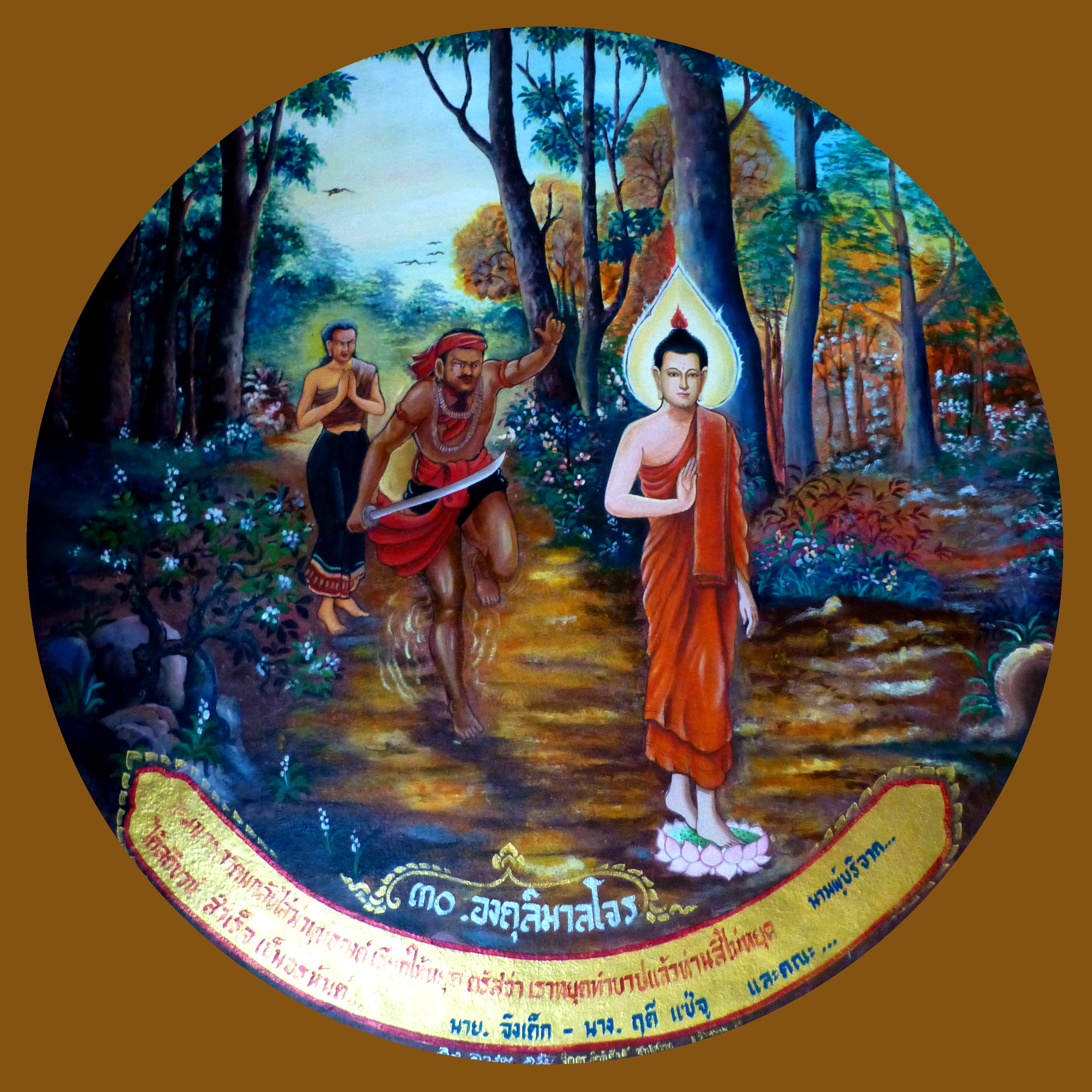
Tranh vẽ tại Chùa Chedi Traiphop Traimongkhon, Hatyai, Thái Lan tả cảnh Ương-quật-ma-la rượt đuổi Phật Thích-ca.

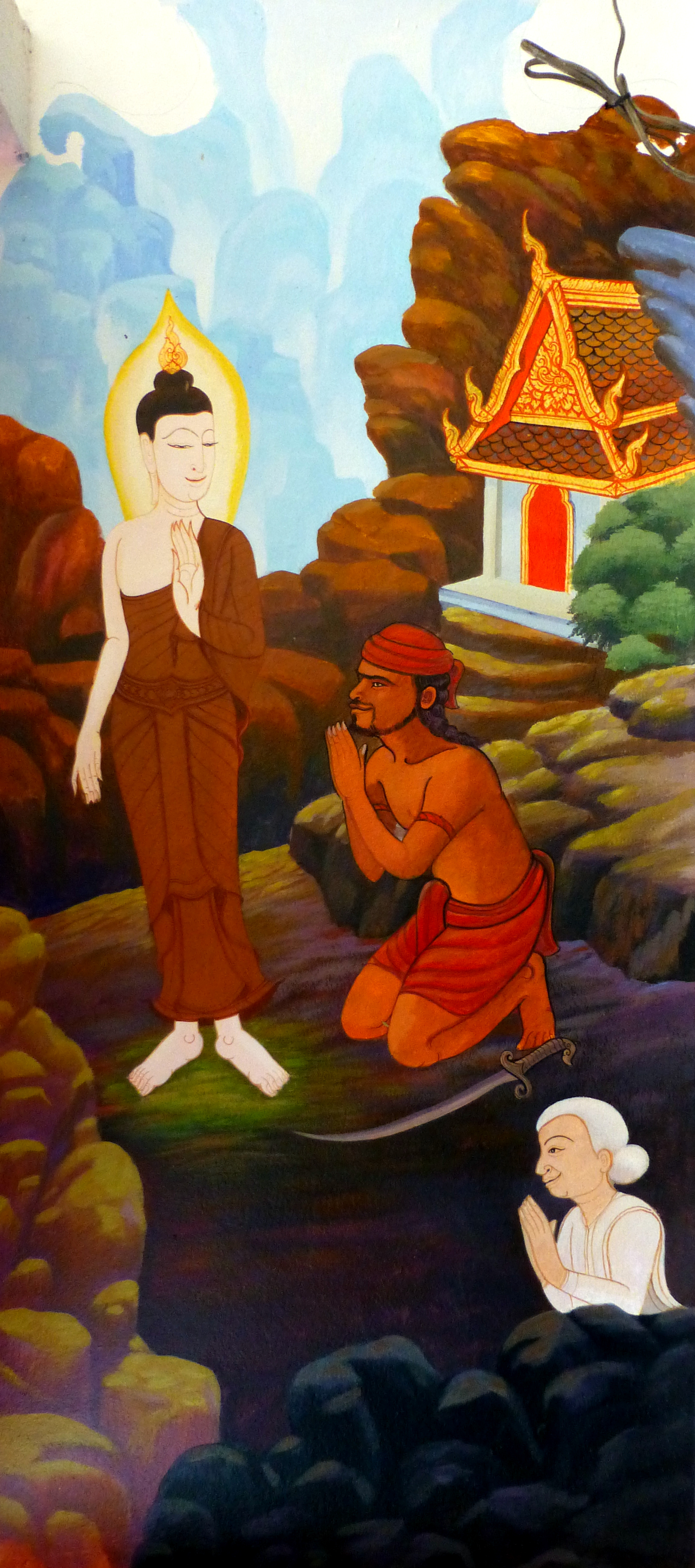
Ương-quật-ma-la quỳ kính cẩn trước Phật. Tranh vẽ tại chùa Wat Pangla ở Songkhla, miền Nam Thái Lan.

### Sống đời tu sĩ và qua đời

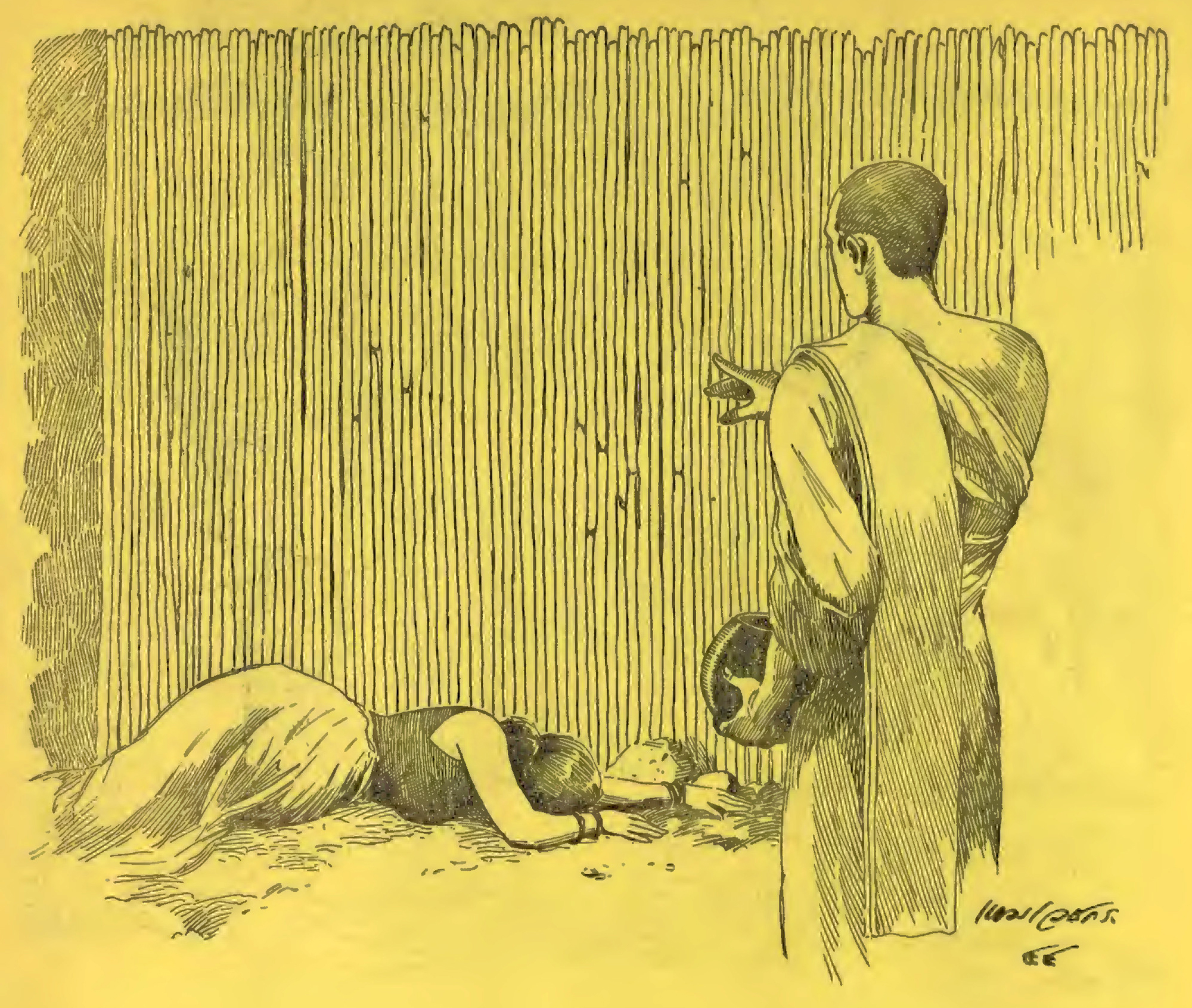
Ương-quật-ma-la đọc phát nguyện chân thật (sacca-kiriya) với một người phụ nữ mang thai, minh họa bởi Hem Vejakorn.

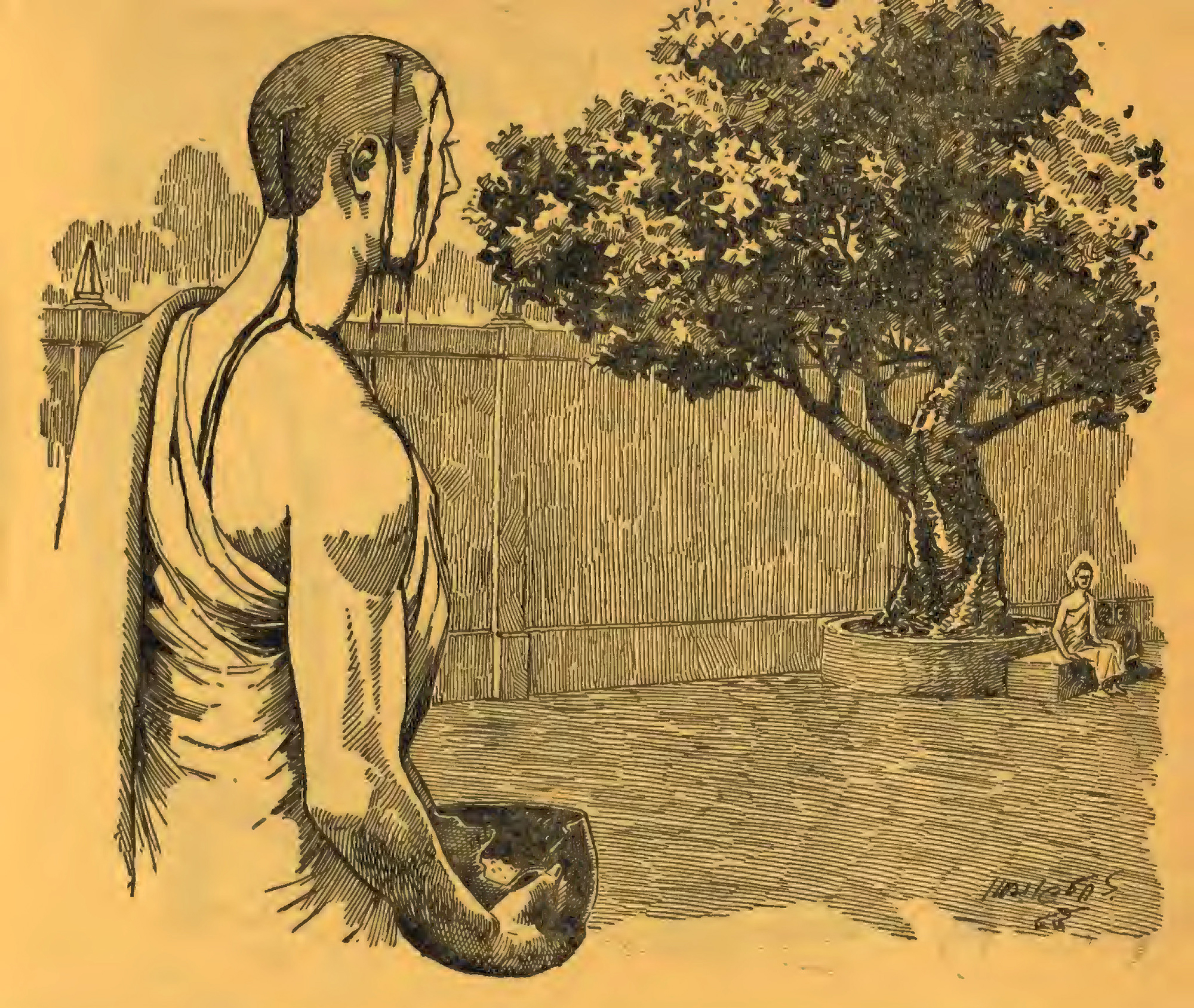
Ương-quật-ma-la quay lại Kỳ Viên với đầu chảy máu, áo cà sa bị rách và bình bát khất thực bị đánh vỡ, tranh vẽ bởi Hem Vejakorn.